# Flotzmaul

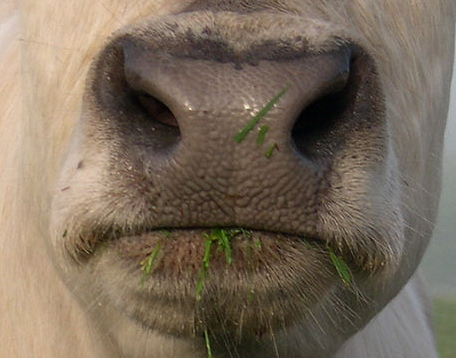
Das Flotzmaul eines jungen Rindes

Das Flotzmaul (lateinisch Planum nasolabiale) ist die Verschmelzung von Naseneingang und Oberlippe bei Rindern. 
Das Flotzmaul weist durch seichte Furchen abgegrenzte, vieleckige (polygonale) Felder (Areae) mit einem Durchmesser von 2 bis 4 mm auf. Diese Felderung ist, ähnlich einem Fingerabdruck, ein individuelles Erkennungsmerkmal.
Die Epidermis (Oberhaut) ist im Bereich des Flotzmauls verdickt. In der Dermis (Lederhaut) finden sich kompakte Lager seröser Drüsen (Flotzmauldrüsen), die in kleinen Grübchen (Foveolae) im Bereich der Flotzmaulfelder münden. Außer einigen einzelnen Sinushaaren ist die Haut haarlos.